# Phacusosia grandis
Phacusosia grandis är en fjärilsart som beskrevs av Rothschild 1913. Phacusosia grandis ingår i släktet Phacusosia och familjen björnspinnare. Inga underarter finns listade i Catalogue of Life.